# Burgundsko Vojvodstvo
Burgundsko Vojvodstvo (fra. Duché de Bourgogne) bilo je vojvodstvo Kraljevine Francuske koje 890. nastaje na dijelu teritorija bivšeg Kraljevstva Burgunda. Vojvodstvo je u srednjem vijeku bilo kulturna meka i uzor svim drugim europskim kneževskim dvorovima. Burgundsko Vojvodstvo sredinom 15. stoljeća postalo je središtem europske ranorenesansne umjetničke glazbe.

## Uvod
Već 932. godine područje Burgundije biva podijeljeno između ovog vojvodstva i novoproglašenog kratkovječnog Drugog Burgundskog Kraljevstva koje biva pripojeno u 11. stoljeću od Svetog Rimskog Carstva. Francuski kralj Robert II. uspjet će 1014. godine pripojiti burgundsko vojvodstvo, ali već 1032. godine njegov sin Henrik I., kralj Francuske prisiljen je obnoviti vojvodstvo koje potom traje do 11. studenoga 1361. godine kada mu posljednji nasljednik umire, a onda se vraća francuskoj kruni. Manje od dvije godine kasnije francuski kralj Ivan II. ponovno obnavlja vojvodstvo darujući ga svom najmlađem sinu Filipu. Pod njegovim potomcima burgundsko vojvodstvo postaje neovisna moćna država koja se prostire od granice Švicarske pa sve do La Manchea. Iznenadna smrt Karla Smjelog postaje za razvoj Europe jedan od najvažnijih iako najčešće zaboravljenih događaja kojim de facto nestaje ovo vojvodstvo, a iz njegovih sjevernih slobodnih ostataka nastaje Nizozemska.

## Prvo vojvodsto
Do stvaranja burgundskoga Vojvodstva dolazi krajem 9. stoljeća u doba anarhije koja zahvaća zapadnofranačko kraljevstvo koje počinje nakon smrti kralja Luja II., 879. godine. Odbivši priznati novu kraljevu braću Karlomana i Luja III. Boso Provansalski se pobunio i proglasio neovisnost, nakon čega ga je izdao brat Rikard Burgundski koji će zajedno s Kraljevskom vojskom osvojiti dio bratske države. Za to biva nagrađen osvojenim područjem i titulom grofa Autuna 880. godine. To početno područje će kasnije biti dodatno prošireno nakon čega se od 890. godine Rikarda naziva vojvodom Burgundije. Kombinacijom diplomacije i bogatstva burgundskog vojvodstva Rikardov sin Rudolf će postati kralj–uzurpator zapadnofranačke države 923. godine, a svoje će vojvodstvo biti prisiljen prepustiti bratu crnom Hugu. Nakon bratove smrti, bez nasljednika, Hugo odbija priznati Luja IV. za francuskog kralja što dovodi do rata koji uništava autonomiju burgundskog vojvodstva tako da u njoj na vlast 956. godine dolaze braća Huge Capeta koji je postao francuski kralj 987. godine. Nakon smrti Henrika Velikog vojvode od Burgundije 1002. godine njegov nećak francuski kralj Robert Pobožni će napasti Otona-Williama posljednjeg vojvodu prvog vojvodstva. Rat završava pobjedom Roberta II. 1004. godine i ujedinjavanjem titule francuskog kralja i vojvode Burgundije. Sljedećih 28 godina Burgundsko vojvodstvo postoji samo de jure ili kao vojvodstvo kojim upravlja prijestolonasljednik i koje se gotovo neprekidno nalazi u pobuni protiv kraljevske vlasti.

## Drugo vojvodstvo
Do de facto i de jure obnove vojvodstva dolazi 1032. godine kada francuski kralj Henrik daruje Burgundiju svom bratu Robertu kako bi zaustavio njegovu pobunu. Nova dinastija vojvoda se u prvom razdoblju više ponašala kao baruni razbojnici koji sve koji mogu pljačkaju nego kao vojvode. Žešći primjer takvog ponašanja bio Eudes Crveni zbog svoje pljačke engleskog arhiepiskopa koji je prolazio kroz vojvodstvo. 12. stoljeće je tako doba baruna razbojnika koji nekada podržavaju francuskog kralja kao što je to učinio vojvoda Hugo II boreći se zajedno s Lujem Debelim protiv Engleske ili se bore protiv njih kao što je to učinio Eudes II. od Burgundije koji javno odbija priznati Luja VII. za francuskog kralja ovisno o raspoloženju vojvoda. Vladavina Eudes III., na prijelazu iz 12. u 13. stoljeće postaje doba promjene kada Burgundija napokon počinje funkcionirati kao lojalno feudalno vojvodstvo sa svim što proizlazi iz toga. Završetak razdoblja baruna razbojnika i uvođenje unutarnjeg reda ima za posljedicu prvu pojavu drugog vojvodstva na europskoj sceni kada pomaže francuskom kralju u ratu protiv engleskog kralja Ivana Bez Zemlje i svetog rimskog cara Otona IV. Tijekom duge vladavine Huga IV. koja počinje 1218. godine nastavljena je ta sklonost jačanja vojvodstva čiji vladar uspjeva kupiti titularni krunu Solunskog Kraljevstva, ali do nove promjene dolazi u doba Roberta II. koji kombinacijom pripajanja grofovija i jačanjem centralizma u vojvodstvu postaje priznati moćni čovjek koji stupa na najvišu državnu dužnost francuskog kraljevstva. Početak 14. stoljeća predstavlja vrhunac međunarodne moći ovoga burgundskog vojvodstva. To je doba kada Luj od Burgundije, sin prije navedenog Roberta, postaje jedan od knezova Ahaje kombinacijom vjenčanja i vojnoga osvajanja, a potom 1316. godine bio je otrovan. Iako će vojvoda Eudes IV. biti prisiljen 1320. godine odreći se krune Ahaje i one Solunskog Kraljevstva on igra u prvoj polovici 14. stoljeća iznimno važnu ulogu u Francuskoj tako što se 1318. godine vjenčao s kćeri francuskog kralja Filipa V. Ta tadašnja važnost Burgundije postaje jedan od mnogih razloga za početak Stogodišnjeg rata kada francuski kralj Filip VI. iskorištava engleski azil dan prevarantu koji je htio preuzeti burgundsku grofoviju (u sklopu vojvodstva) kako bi legalno pripojio engleske posjede u Francuskoj čime je istodobno kupio lojalnost Eudesa IV. Nakon izbijanja Stogodišnjeg rata burgundska vojska se bori na području današnje Nizozemske (1340.), Bretanje (1341.) i Akvitanije (1346.) na strani Francuske protiv Engleske. Smrt Eudesa IV. od posljedica kuge je 1350. godine na prijestolje vojvodstva dovela njegovoga maloljetnog unuka Filipa od Burgundije koji će vjenčanjem s Margaret od Flandrije 1357. godine postati vladarom i današnje Belgije. Smrću Filipa od Burgundije 1361. godine također od posljedica kuge dolazi do izumiranja vladajuće burgundske dinastije nakon čega je vojvodstvo pripojeno kraljevskoj vlasti.